# Momordica rumphii
Momordica rumphii är en gurkväxtart som beskrevs av W.J.de Wilde. Momordica rumphii ingår i släktet Momordica och familjen gurkväxter. Inga underarter finns listade i Catalogue of Life.